# Liste der denkmalgeschützten Objekte in Ebenfurth
Die Liste der denkmalgeschützten Objekte in Ebenfurth enthält die 9 denkmalgeschützten unbeweglichen Objekte der Gemeinde Ebenfurth im niederösterreichischen Bezirk Wiener Neustadt-Land.

## Denkmäler
| Foto |                 | Denkmal                                                                 | Standort                                        | Beschreibung | Metadaten |
| ---- | --------------- | ----------------------------------------------------------------------- | ----------------------------------------------- | --- | --- |
| ja   | Datei hochladen | Pest-/Dreifaltigkeitssäule HERIS-ID: 29922 Objekt-ID: 26601             | gegenüber Hauptstraße 22 Standort KG: Ebenfurth | 1713 unter Ferdinand Ignatius Unverzagt errichtet, über dreieckigem Sockel dreizoniger vielfiguriger Aufbau | BDA-Hist.: Q37928747 Status: § 2a Stand der BDA-Liste: 2025-06-30 Name: Pest-/Dreifaltigkeitssäule GstNr.: 1169/1 Dreifaltigkeitssäule Ebenfurth |
| ja   | Datei hochladen | Wohnhaus, ehem. Johanniterkommende HERIS-ID: 29920 Objekt-ID: 26599     | Heldenplatz 5 Standort KG: Ebenfurth            | Im 13. Jahrhundert Kommende des Johanniterordens, eineinhalbgeschoßiger Bau unter Walmdach, überwiegend 2. Hälfte des 16. Jahrhunderts, im Kern wesentlich älter, schon im 13. Jahrhundert zweigeschoßiger Bau, Zubauten aus dem 17. Jahrhundert | BDA-Hist.: Q37928732 Status: Bescheid Stand der BDA-Liste: 2025-06-30 Name: Wohnhaus, ehem. Johanniterkommende GstNr.: 65/1 Johanniterkommende (Ebenfurth) |
| ja   | Datei hochladen | Kath. Pfarrkirche hl. Ulrich HERIS-ID: 29912seit 2021                   | Heldenplatz Standort KG: Ebenfurth              | Die Kirche besteht seit dem 13. Jahrhundert und ist der Substanz nach gotisch. Die Fassade wurde barockisiert, wobei die Westfront und der zu Beginn des 19. Jahrhunderts erbaute Turm Mitte des 19. Jahrhunderts neugotisch umgestaltet wurden. Im Süden der Pfarrkirche sind Reste der Stadtmauer erhalten. Die Innenausstattung ist barock, der Hochaltar stammt aus dem zweiten Viertel des 18. Jahrhunderts und das Hochaltarbild Verklärung des hl. Ulrich ist von Johann Georg Schmidt.                 | BDA-Hist.: Q43299513 Status: Bescheid Stand der BDA-Liste: 2025-06-30 Name: Kath. Pfarrkirche hl. Ulrich GstNr.: 16 Pfarrkirche Ebenfurth |
| ja   | Datei hochladen | Bildstock HERIS-ID: 29925 Objekt-ID: 26604                              | Rennbahnstraße Standort KG: Ebenfurth           | | BDA-Hist.: Q37928787 Status: § 2a Stand der BDA-Liste: 2025-06-30 Name: Bildstock GstNr.: 1229 Bildstock Rennbahnstraße (Ebenfurth) |
| ja   | Datei hochladen | Figurenbildstock hl. Franz Xaver HERIS-ID: 29924 Objekt-ID: 26603       | vor Schloßgasse 1 Standort KG: Ebenfurth        | Bezeichnet 1853 (Gedenken an den 300. Todestag des Heiligen), barocker (?) Bildstock, zugehöriger Engel verloren | BDA-Hist.: Q37928773 Status: § 2a Stand der BDA-Liste: 2025-06-30 Name: Figurenbildstock hl. Franz Xaver GstNr.: 1171 Figurenbildstock Hl Franz Xaver (Ebenfurth) |
| ja   | Datei hochladen | Bürgerhaus HERIS-ID: 29918 Objekt-ID: 26597                             | Schloßgasse 7 Standort KG: Ebenfurth            | Eingeschoßiger spätgotischer Bau mit Erker und barockem Stuckdekor über den Fenstern | BDA-Hist.: Q37928716 Status: Bescheid Stand der BDA-Liste: 2025-06-30 Name: Bürgerhaus GstNr.: 44/2 Bürgerhaus Schloßgasse (Ebenfurth) |
| ja   | Datei hochladen | Schloss Ebenfurth HERIS-ID: 29914 Objekt-ID: 26593                      | Schloßgasse 12 Standort KG: Ebenfurth           | Vierturmanlage, wehrhaftes Wasserschloss aus dem 16./17. Jahrhundert, im Kern 13. Jahrhundert (urkundlich 1283), 1755 barockisiert und Wehranlage beseitigt, erste Anlage zur Zeit Ottokars II. zerstört, unter Konrad von Pottendorf Neubau 1293, 1495 an Heinrich Prueschenk, 1546–1560 Umbau zum Renaissanceschloss, unter der Familie Unverzagt 1643–1672 Umbau zum Barockschloss, 1747 an Leopold Gundacker von Suttner, Errichtung der Schlosskapelle, 1785 bis Mitte des 19. Jahrhunderts Familie Moser | BDA-Hist.: Q1373843 Status: Bescheid Stand der BDA-Liste: 2025-06-30 Name: Schloss Ebenfurth GstNr.: 1 Schloss Ebenfurth |
| ja   | Datei hochladen | Anlage Stadtmauer und Tore Ebenfurth HERIS-ID: 112007 Objekt-ID: 130054 | Standort KG: Ebenfurth                          | Die 6-7 m hohe und 25 m lange Mauer wurde Mitte bis Ende des 15. Jahrhunderts errichtet. Darin befinden sich Reste einer Synagoge sowie das aus dem 17. Jahrhundert stammende Annator, das in Sichtziegelbauweise ausgeführt ist und eine Wappenkartusche aufweist. Anmerkung: Die Koordinaten beziehen sich auf das Annator | BDA-Hist.: Q37828090 Status: Bescheid Stand der BDA-Liste: 2025-06-30 Name: Anlage Stadtmauer und Tore Ebenfurth GstNr.: 1172, 1175/14, 1177/1, 281/2, 17, 65/1, 461, 72/4, 293, 68, 72/3, 290, 364/2, 364/4, 465/3, 288, 292, 14, 460, 364/3, 65/2, 66, 470, 2/2, 67, 364/1, 376, 281/1, 282, 283, 64, 72/2, 284, 1169/1, 1170, 1171 Stadtmauer (Ebenfurth) |
| ja   | Datei hochladen | Wiener Neustädter Kanal HERIS-ID: 100941 Objekt-ID: 117222              | Standort KG: Haschendorf                        | Der Wiener Neustädter Kanal wurde 1803 in Betrieb genommen und bis auf 63 km erweitert. Ursprünglich war er bis Triest geplant. Teile der Trasse wurden später zu Bahnstrecken umgewandelt, so dass der Warenverkehr ab 1879 stark zurückging. | BDA-Hist.: Q64485511 Status: Bescheid Stand der BDA-Liste: 2025-06-30 Name: Wiener Neustädter Kanal GstNr.: 383/1, 383/2, 594/2, 595/2, 383/3, 386/11 |